# (8687) Caussols
(8687) Caussols (1992 PV) – planetoida z grupy pasa głównego asteroid okrążająca Słońce w ciągu 3,53 lat w średniej odległości 2,32 au. Odkryta 8 sierpnia 1992 roku.